# Francesco Zama
Francesco Zama (Faenza, 23 aprile 1927 – Fermo, 31 marzo 2011) è stato un politico italiano.

## Biografia
Laureato in ingegneria meccanica, ha svolto la professione di dirigente di azienda.
Alle elezioni politiche del 2001 è eletto deputato con la lista Abolizione scorporo collegata a Forza Italia. Dal 2001 al 2006 è stato membro della XIII Commissione agricoltura.